# George R. Stobbs

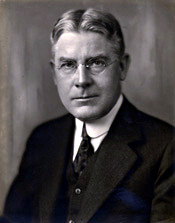
George R. Stobbs

George Russell Stobbs (* 7. Februar 1877 in Webster, Worcester County, Massachusetts; † 23. Dezember 1966 in Worcester, Massachusetts) war ein US-amerikanischer Politiker. Zwischen 1925 und 1931 vertrat er den Bundesstaat Massachusetts im US-Repräsentantenhaus.

## Werdegang
George Stobbs besuchte die öffentlichen Schulen seiner Heimat und danach die Phillips Exeter Academy in Exeter (New Hampshire). Anschließend studierte er bis 1899 an der Harvard University. Nach einem Jurastudium an derselben Universität und seiner 1902 erfolgten Zulassung als Rechtsanwalt begann er in Worcester in diesem Beruf zu arbeiten. Zwischen 1909 und 1916 amtierte er als Richter im Gerichtsbezirk von Worcester. Zwischen 1917 und 1920 war er Hauptmann in der Nationalgarde von Massachusetts. Zu dieser Zeit war er auch stellvertretender Staatsanwalt.
Politisch war Stobbs Mitglied der Republikanischen Partei.  Bei den Kongresswahlen des Jahres 1924 wurde er im vierten Wahlbezirk von Massachusetts in das US-Repräsentantenhaus in Washington, D.C. gewählt, wo er am 4. März 1925 die Nachfolge von Samuel Winslow antrat. Nach zwei Wiederwahlen konnte er bis zum 3. März 1931 drei Legislaturperioden im Kongress absolvieren. Im Jahr 1926 gehörte er zu den Kongressabgeordneten, die mit der Durchführung eines Amtsenthebungsverfahrens gegen Bundesrichter George W. English betraut waren. 1930 war er Delegierter auf einer interparlamentarischen Konferenz in London.
Im selben Jahr verzichtete Stobbs auf eine erneute Kongresskandidatur. Von 1927 bis 1942 war er als Major bzw. Oberstleutnant in der Rechtsabteilung der Offiziersreserve (Judge Advocate General’s Department) tätig. Im Juni 1932 nahm er als Delegierter an der Republican National Convention in Chicago teil, auf der Präsident Herbert Hoover zur letztlich verfehlten Wiederwahl nominiert wurde. In den Jahren 1940 und 1942 war Stobbs auch Delegierter auf den regionalen Parteitagen der Republikaner in Massachusetts. Ansonsten praktizierte er wieder als Anwalt. Er starb am 23. Dezember 1966 in Worcester.